# Himlens änglar
Himlens änglar, svensk humorserie om änglar, Gud och Fan av Jan Romare. De flesta karaktärerna i Himlens änglar är änglar klädda i nattskjorta, vingar och gloria, som framlever livet efter detta på ett ganska jordnära sätt, ofta med att spela kort eller att samla blommor på graven. Fan deltar också i Himlens änglar, och har ofta prestationsångest för att han inte är tillräckligt ond. Gud syns mer sällan.
Serien finns utgiven bland annat i serietidningen SeriePressen Comic Magazine av serietidningsförlaget Formatic Press 1993-1994.